# Paspalum pallidum
Paspalum pallidum är en gräsart som beskrevs av Carl Sigismund Kunth. Paspalum pallidum ingår i släktet tvillinghirser, och familjen gräs. Inga underarter finns listade i Catalogue of Life.